# Gobernanza robótica
La gobernanza robótica proporciona un marco regulatorio para lidiar con máquinas autónomas e inteligentes.  Esto incluye actividades de investigación y desarrollo, así como el manejo de estas máquinas. La idea está relacionada con los conceptos de gobierno corporativo, gobierno tecnológicoy gobernanza de las tecnologías de la información, los cuales ofrecen un marco para la gestión de organizaciones o el enfoque de una infraestructura global de TI.
La gobernanza robótica enseña el impacto de la robótica, la tecnología de automatización y la inteligencia artificial en la sociedad desde una perspectiva holística y global, considera las implicaciones y ofrece recomendaciones de acciones en un Manifiesto Robótico. Esto lo lleva a cabo la Robotic Governance Foundation, una organización internacional sin ánimo de lucro.
El modelo de gobernanza robótica se fundamenta en la investigación alemana sobre la ética del discurso. Así, es necesario que el debate incluya a todas las partes implicadas, como científicos, sociedad, religión, política, industria y sindicatos, con el objetivo de alcanzar un acuerdo sobre cómo definir el futuro de la robótica y la inteligencia artificial. El marco desarrollado, conocido como el Manifiesto Robot, ofrecerá pautas voluntarias para autorregularse en áreas como la investigación, el desarrollo y el uso y comercialización de sistemas autónomos e inteligentes.
El concepto no solo destaca la responsabilidad de los investigadores y fabricantes de robots, sino que, al igual que ocurre con el trabajo infantil y la sostenibilidad, también conlleva un aumento en los costos de oportunidad. A medida que crece la conciencia pública y la presión sobre este tema, será más complicado para las empresas ocultar o justificar las infracciones. Por lo tanto, llegado un punto, será más rentable para las organizaciones invertir en tecnologías sostenibles y ampliamente aceptadas.

## Historia del concepto
La idea de establecer estándares éticos para las máquinas inteligentes no es novedosa y, sin duda, tiene sus orígenes en la literatura de ciencia ficción. Aún más antigua es la reflexión sobre la ética de las criaturas inteligentes creadas por el ser humano en general. Algunos de los primeros ejemplos documentados pueden encontrarse en las Metamorfosis de Ovidio, en Pigmalión, en el misticismo judío del gólem (siglo XII), así como en la noción del Homunkulus (latín: "hombre pequeño") originada en la alquimia de la Baja Edad Media.
La pregunta fundamental y filosófica que plantean estas obras literarias es qué ocurriría si los seres humanos intentaran crear criaturas autónomas, conscientes o incluso divinas: máquinas, robots o androides. Aunque la mayoría de las obras antiguas se centran en el acto de la creación, su moralidad y los peligros que podrían derivarse de ella, fue Isaac Asimov quien reconoció la necesidad de limitar y regular la libertad de acción de las máquinas. Fue él quien formuló las primeras Tres Leyes de la Robótica.
Desde al menos el uso de drones equipados con misiles aire-tierra en 1995, capaces de ser utilizados contra objetivos terrestres, como el General Atomics MQ-1, y los daños colaterales resultantes, la discusión sobre la regulación internacional de máquinas controladas a distancia, programables y autónomas ha captado la atención pública. Hoy en día, este debate abarca una amplia variedad de máquinas programables, inteligentes y/o autónomas, incluidos los drones, así como la tecnología de automatización combinada con Big Data e inteligencia artificial. Recientemente, visionarios conocidos como Stephen Hawking, Elon Musk y Bill Gateshan centrado la atención pública sobre este tema. Debido a la creciente disponibilidad de sistemas pequeños y económicos para el servicio público, así como para el uso comercial y privado, la regulación de la robótica en todas sus dimensiones sociales ha adquirido una nueva relevancia.

## Reconocimiento científico
La gobernanza robótica fue planteada por primera vez en la comunidad científica a través de un proyecto de tesis en la Universidad Técnica de Múnich, bajo la dirección del profesor emérito Dr. Klaus Mainzer. Desde ese momento, el tema ha sido explorado en diversos talleres, simposios y conferencias. Algunos de los eventos más importantes en los que se ha tratado incluyen Sensor Technologies & the Human Experience 2015, el Panel de Gobernanza Robótica en la conferencia We Robots 2015, una conferencia magistral en la 10.ª Conferencia Internacional IEEE sobre Sistemas Autoadaptativos y Autoorganizados (SASO), un taller sobre el impacto social de las Tecnologías Autónomas en el marco de la Conferencia Internacional IEEE 2016 sobre Pronósticos y Gestión de la Salud (PHM'16), una ponencia en la Conferencia Internacional IEEE 2016 sobre Computación Autónoma y en la Nube (ICCAC), los primeros talleres internacionales FASW 2016 sobre Fundamentos y Aplicaciones de Sistemas Self, la Conferencia IEEE EmergiTech 2016 sobre Tecnologías Emergentes y Prácticas Comerciales para la Transformación de Sociedades, y la Conferencia Global de Tecnología Humanitaria del IEEE (GHTC 2016).
Desde 2015, el IEEE ha organizado su propio foro sobre gobernanza robótica en la Conferencia Internacional IEEE/RSJ sobre Robots y Sistemas Inteligentes (IEEE IROS), a través de los "Foros Futuristas Anuales IEEE IROS". Estos foros reunieron a expertos de renombre internacional de diversas disciplinas para discutir el futuro de la robótica y la necesidad de establecer regulaciones, en las ediciones de 2015 y 2016. En 2016, la gobernanza robótica fue además el tema central de una presentación plenaria durante la Conferencia Internacional IEEE/RSJ sobre Robots y Sistemas Inteligentes (IROS 2016), celebrada en Daejeon, Corea del Sur.
En el sitio web de la Robotic Governance Foundation se pueden encontrar diversos videos y entrevistas que abordan temas como la gobernanza robótica, el uso responsable de la robótica, la automatización, la inteligencia artificial y la autorregulación en un mundo con "nativos robóticos", presentados por expertos internacionales en los campos de la investigación, la economía y la política. Max Levchin, cofundador y ex CTO de PayPal, subrayó la importancia de establecer una gobernanza robótica durante su intervención en el Festival South by Southwest (SXSW) 2016 en Austin, citando a su amigo y colega Elon Musk sobre el asunto. Gerd Hirzinger, exdirector del Instituto de Robótica y Mecatrónica del Centro Aeroespacial Alemán, expuso durante su conferencia inaugural en el Foro Futurista IROS 2015 cómo las máquinas podrían llegar a ser tan inteligentes que, eventualmente, sería necesario limitar ciertos comportamientos. En el mismo evento, Oussama Khatib, especialista en robótica y director del laboratorio de robótica de Stanford, hizo hincapié en la importancia de garantizar la aceptación del usuario al desarrollar máquinas inteligentes y autónomas. Bernd Liepert, presidente de euRobotics aisbl, la principal comunidad de robótica de Europa, propuso establecer una gobernanza robótica a nivel global y expresó su deseo de que Europa lidere este debate durante su intervención plenaria en el IEEE IROS 2015 en Hamburgo. Hiroshi Ishiguro, inventor del Geminoid y director del Laboratorio de Robótica Inteligente de la Universidad de Osaka, evidenció durante la RoboBusiness Conference 2016 en Odense que detener el avance tecnológico es imposible, por lo que es crucial asumir la responsabilidad y pensar en la regulación. En la misma conferencia, Henrik I. Christensen, autor de la Hoja de Ruta Robótica de Estados Unidos, resaltó la relevancia de los valores éticos y morales en la robótica y la necesidad de una gobernanza robótica para desarrollar un marco regulatorio adecuado.